# Boulevard des Italiens
Boulevard des Italiens (bulvár Italů) je bulvár v Paříži. Nachází se na hranicích 2. a 9. obvodu. Je jedním z tzv. Velkých bulvárů postavených na místě bývalých městských hradeb Ludvíka XIII.

## Poloha
Ulice vede od křižovatky s Rue de Richelieu a Boulevard Haussmann, kde na něj navazuje Boulevard Montmartre a končí u křižovatky s Rue Louis-le-Grand a Rue de la Chaussée-d'Antin, odkud pokračuje Boulevard des Capucines.

## Historie
Jeho název je odvozen od italského divadla, které zde bylo postaveno v roce 1783. Dnes se zde nachází Opéra-Comique. Předcházející názvy ulice byly Boulevard du Dépôt (bulvár Skladiště) podle skladů francouzské gardy postavené roku 1764 na rohu s ulicí Rue de la Chaussée-d'Antin. Během Velké francouzské revoluce se nazýval Boulevard Cerutti podle jednoho z paláců, ve kterém bydlel novinář Joseph-Antoine Cerutti (1738–1792). Za Restaurace Bourbonů se nazýval Boulevard de Gand (1815–1828) na paměť belgického města Gentu (fr. Gand), ve kterém žil v exilu král Ludvík XVIII. během Stodenního císařství.

## Významné stavby
- Dům č. 16: centrála banky BNP Paribas postavená v letech 1926–1933.
- Dům č. 19: centrála banky Crédit Lyonnais v období 1876–1913.
- Dům č. 29: na místě dnešního domu se nacházely čínské lázně z roku 1787. Gracchus Babeuf zde připravoval v roce 1795 Spiknutí rovných. Budova byla zbořena v roce 1853.
- Na rohu s ulicí Rue Louis-le-Grand se nachází Palais Berlitz.